# The Open Network

Logo

The Open Network (kurz auch: TON, früher Telegram Open Network) ist eine dezentralisierte Layer-1-Blockchain und basiert auf Proof of Stake. TON wurde ursprünglich von den Brüdern Pavel und Nikolai Durov entwickelt, welche auch für die Entwicklung der Messaging-Plattform Telegram bekannt sind, und erstmals 2018 vorgestellt.

## Beschreibung
The Open Network ist eine Layer-1-Blockchain, die für eine breite Palette von Anwendungen entwickelt wurde, darunter digitale Zahlungen, intelligente Verträge und On-Chain-Governance. Der Schwerpunkt liegt auf Skalierbarkeit, Parallelität und Effizienz, so dass Millionen von Smart Contracts gleichzeitig über ein dynamisch gesplittetes Multichain-Netzwerk laufen können. Die Architektur von TON ist für einen hohen Transaktionsdurchsatz und niedrige Latenzzeit optimiert und eignet sich daher für dezentrale Systeme. Der Toncoin läuft sowohl auf der Ethereum- als auch auf der BSC-Blockchain. TON ist als GNU Lesser General Public License veröffentlicht.

### Toncoin
Toncoin ist der native Utility-Token der TON-Blockchain, der für die Zahlung von Transaktionsgebühren, den Einsatz zur Sicherung des Netzwerks, die Ausführung von Smart Contracts und die Teilnahme an der Protokollsteuerung verwendet wird. Er dient als primäres Tauschmittel innerhalb des TON-Ökosystems und ermöglicht Dienste wie dezentrale Dateispeicherung (TON Storage), anonymes Routing (TON Proxy) und Domain-Registrierung (TON DNS). Toncoin bietet auch Anreize für Validierer und Infrastrukturbetreiber durch den Proof-of-Stake-Konsensmechanismus des Netzwerks. Zum Beispiel werden Speicheranbieter in TON Storage und Proxy-Betreiber in TON Proxy in Toncoin für ihre Dienste entschädigt. 

### Telegram Mini Apps
Mit "Telegram Mini Apps" können Entwickler JavaScript und The Open Network verwenden, um Apps zu erstellen, die direkt in Telegram gestartet werden können. Im Juli 2024 erreichten die Telegram-Mini-Apps 500 Millionen monatlich aktive Nutzer.